# Tibor Méray
Tibor Méray (Budapest, 6 de abril de 1924 - París, 12 de noviembre de 2020) fue un periodista y escritor húngaro.

## Biografía
Méray nació el 6 de abril de 1924 en Budapest durante el Reino de Hungría. Trabajó para varios periódicos (Szabad Nép, Csillag) durante el régimen comunista. Fue corresponsal de guerra de Szabad Nép (diario oficial del gobernante Partido Comunista del Pueblo Trabajador Húngaro y predecesor del Népszabadság) durante la Guerra de Corea.
Como partidario de la política de Imre Nagy, huyó del país después del fallido levantamiento de 1956 y se convirtió en un acérrimo anticomunista, viviendo en París, Francia. Después de trabajar para varias revistas, fue editor en jefe del Irodalmi Újság, un importante semanario emigrante en idioma húngaro en París, de 1971 a 1989.
Coescribió la novela de espionaje de comedia de 1969 Catch Me a Spy, que luego se adaptó a una película de 1971 To Catch a Spy protagonizada por Kirk Douglas.
Tibor Méray falleció el 12 de noviembre de 2020 a los noventa y seis años en París.